# Sère
Sère ist eine kleine französische Gemeinde mit 77 Einwohnern (Stand 1. Januar 2022) im Département Gers in der Region Okzitanien. Sie gehört zum Arrondissement Mirande und zum Kanton Astarac-Gimone.

## Geographie
Die Gemeinde Sère liegt am Arrats, rund 50 Kilometer nordöstlich von Tarbes und 30 Kilometer südlich von Auch. Die Lauze markiert die östliche Gemeindegrenze. Nachbargemeinden von Sère sind Bellegarde im Norden, Meilhan im Nordosten, Monties im Südosten, Aussos im Süden, Bézues-Bajon im Südwesten und Masseube im Westen.

### Verkehrsanbindung
Die Gemeinde liegt abseits überregionaler Verkehrswege. Einzig die Départementsstraße D40 folgt dem Tal des Arrats bis Aubiet.

## Bevölkerungsentwicklung
| Jahr                       | 1962 | 1968 | 1975 | 1982 | 1990 | 1999 | 2009 | 2020 |
| Einwohner                  | 131  | 137  | 114  | 119  | 101  | 98   | 92   | 79   |
| Quellen: Cassini und INSEE |      |      |      |      |      |      |      |      |

## Sehenswürdigkeiten

Kirche Saint-Martin

- Kirche Saint-Martin